# Handroanthus barbatus
Handroanthus barbatus là một loài thực vật có hoa trong họ Chùm ớt. Loài này được (E.Mey.) Mattos mô tả khoa học đầu tiên năm 1970.